# Julio Godio
Julio Godio (né le 8 janvier 1939 à La Plata dans la province de Buenos Aires et mort le 20 mai 2011 à Buenos Aires) est un sociologue argentin, spécialiste de matières syndicales.
En 1958, il a été choisi président de la Fédération universitaire de La Plata. Intimement lié le mouvement ouvrier argentin et latino-américain, il a transité comme chercheur dans plusieurs universités de l'Argentine et à l'étranger avant d'accomplir des fonctions pour l'Organisation Internationale du Travail entre 1986 et 1996 pour l'ACTRAV (Oficina para las Actividades de los Trabajadores).
Il est auteur de plusieurs recherches sur les mouvements ouvriers latino-américains, y compris une monumentale histoire du mouvement ouvrier argentin (s’échelonnant de 1878 à 2000), en cinq volumes, et il a développé une activité journalistique. Il dirige depuis 1997, l'Instituto del Mundo del Trabajo en Argentine, et est membre du Conseil consultatif du Global Labour Institute.

## Publications
- La Semana Trágica, 1973,  (ISBN 950-614-374-9) (sur la Semaine tragique)
- Diálogo sindical Norte-Sur, 1982, [Dialogue syndical Nord-Sud]
- El movimiento obrero latinoamericano 1880-2000, 2 volúmenes, 1982 [Le mouvement ouvrier latino-américain 1880-2000]
- El movimiento obrero argentino 1880-1990, 5 volumes, 1991, [Le mouvement ouvrier argentin 1880-1990]
- Los sindicatos en las economías de mercado, 1994 [Les syndicats dans les économies de marché]
- La conquista del poder: el sistema político argentino, 1996 [La conquête du pouvoir : le système politique argentin]
- La incertidumbre del trabajo, 1998 [L'incertitude du travail]
- Sociología del trabajo y política, 2001 [Sociologie le travail et la politique]
- Argentina: en la crisis está la solución, 2002 [L'Argentine : dans la crise il est la solution]
- Argentina: luces y sombras en el primer año de transición, 2003 [L'Argentine : lumières et ombres durant la première année de transition]
- El MERCOSUR, los trabajadores y el ALCA, 2004 [Le MERCOSUR, les travailleurs et l'ALCA]